# 碧雅翠絲·波特的世界
碧雅翠絲·波特的世界（英語：The World of Beatrix Potter）是位於英國坎布里亞郡湖區鮑內斯的博物館，以碧雅翠絲·波特的彼得兔系列作為展出主題。該博物館是湖區最受歡迎的景點之一，每年皆會有來自世界各國的書迷造訪。館內主要分為三個部分：常设展、花園和茶室，也設有販賣紀念品的商店。

## 外部連結
- 官方網站 （页面存档备份，存于）
- 碧雅翠絲·波特的世界的Facebook專頁
- 碧雅翠絲·波特的世界的X（前Twitter）
- 碧雅翠絲·波特的世界的YouTube頻道